# Херфорд
Херфорд (њем. Herford) град је у њемачкој савезној држави Северна Рајна-Вестфалија. Једно је од 9 општинских средишта округа Херфорд. Према процјени из 2010. у граду је живјело 64.852 становника. Посједује регионалну шифру (AGS) 5758012, NUTS (DEA43) и LOCODE (DE HRD) код.

## Географски и демографски подаци
Херфорд се налази у савезној држави Северна Рајна-Вестфалија у округу Херфорд. Град се налази на надморској висини од 65 метара. Површина општине износи 79,0 km². У самом граду је, према процјени из 2010. године, живјело 64.852 становника. Просјечна густина становништва износи 821 становника/km².

## Међународна сарадња
| Мјесто             | Држава               | Врста сарадње | Од    |
| ------------------ | -------------------- | ------------- | ----- |
| Вуарон             | Француска            | пријатељство  | .     |
| Кведлинбург        | Немачка              | пријатељство  | .     |
| Логан              | САД                  | пријатељство  | .     |
| Сан Хозе           | САД                  | пријатељство  | .     |
| Квинси             | САД                  | пријатељство  | 1987. |
| Гожов Вјелкополски | Пољска               | пријатељство  | 1995. |
| Водице             | Хрватска             | пријатељство  | 1974. |
| Хинкли             | Уједињено Краљевство | партнерство   | 1972. |
| Фредерикија        | Данска               | партнерство   | 1987. |
| Извор              |                      |               |       |

## Партнерски градови
- Voiron
- Кведлинбург
- Хинкли
- Фредерикија
- Гожов Вјелкополски
- Логан